# そぼろ

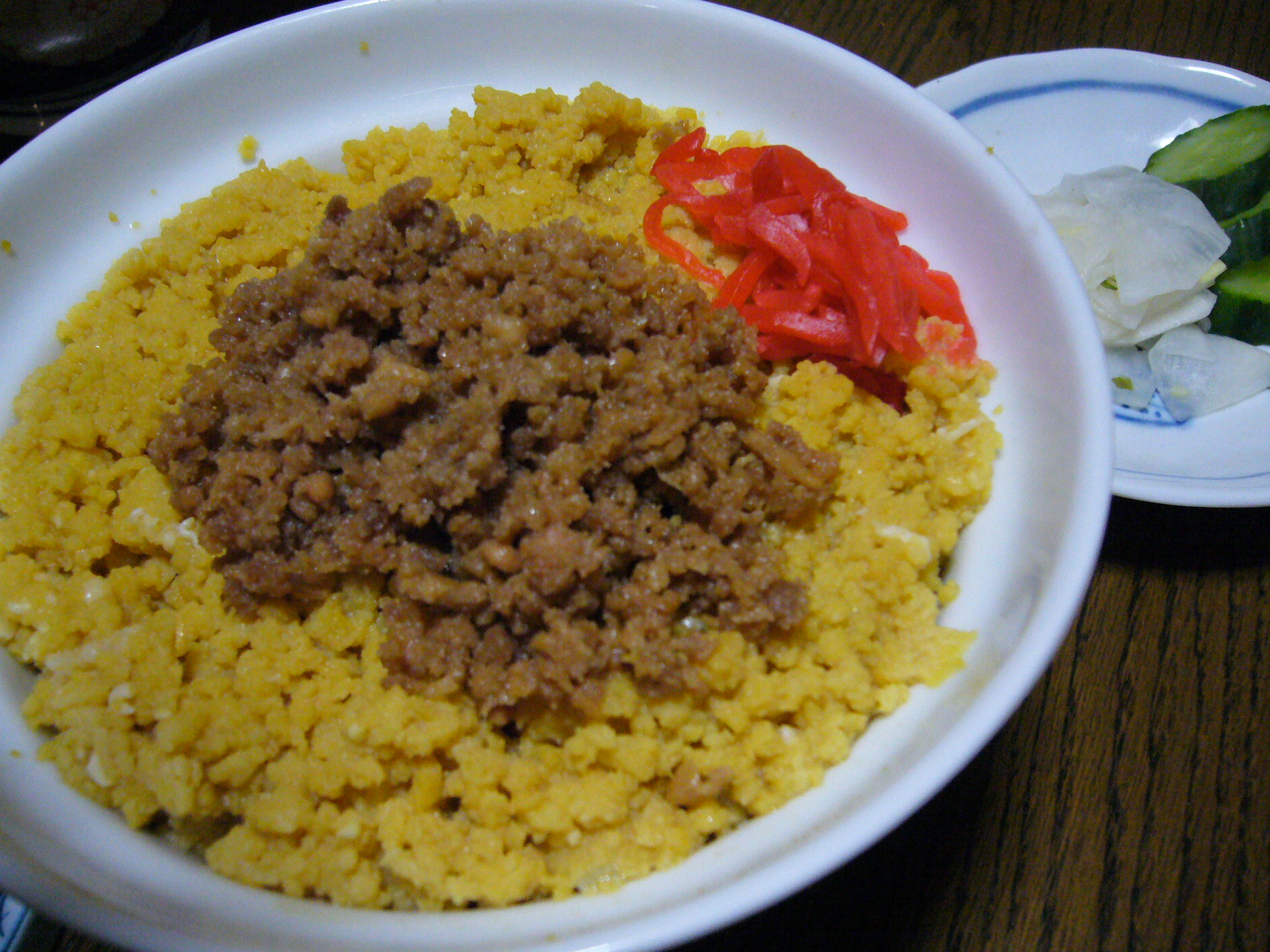
とりそぼろ丼

そぼろ（素朧、粗朧）は、牛や豚や鶏の挽肉、魚肉やエビをゆでてほぐしたもの、溶き卵などを、そのままあるいは調味して、汁気がなくなりぱらぱらになるまで炒った食品。
そのまま米飯にのせたり、ある種の寿司や弁当の材料として使用される。また、鶏肉のそぼろをダイコンやカボチャの煮物に用いたものはそぼろ煮と呼ばれる。
長崎県の郷土料理の浦上そぼろ（豚肉とゴボウなどの野菜を使った、和風の炒め物）を略して「ソボロ」と呼ぶこともあるが、本項の「そぼろ」とは別のものである。
そぼろの語源は「そおぼろ（粗朧）」であると言われる。おぼろ（朧）とは、そぼろよりも細かくほぐされたものを指し、田麩（でんぶ）は代表的なおぼろの一つである。
芝海老のおぼろは伝統的な江戸前寿司には欠かせない種のひとつであり、寿司屋の玉子焼の原料としても用いられる。
おぼろ昆布（薄く削った昆布）、おぼろ豆腐（固まりかけの豆腐）、おぼろ饅頭（皮を剥いた饅頭）のおぼろは、このおぼろとは意味が異なる。